# Saint-Ouen-du-Mesnil-Oger
Saint-Ouen-du-Mesnil-Oger é uma comuna francesa na região administrativa da Normandia, no departamento Calvados. Estende-se por uma área de 5,84 km². Em 2010 a comuna tinha 209 habitantes (densidade: 35,8 hab./km²).